# Aoa
Aoa is een geslacht van vlinders uit familie van de witjes (Pieridae). De naam Aoa werd in 1898 voorgesteld door Lionel de Nicéville.
Het geslacht omvat één soort, Aoa affinis.